# Santo Antão (Calheta)
Santo Antão is een plaats (freguesia) in de Portugese gemeente Calheta (Azoren) en telt 921 inwoners (2001).